# Имаи, Юсукэ
Юсукэ Имаи (яп. 今井裕介, англ. Yusuke Ima, родился 20 сентября 1977 года в Усвда, префектура Нагано) — японский велогонщик и конькобежец, специализирующийся в шорт-треке. Участвовал на Олимпийских играх в Токио 1998 и Солт-Лейк-Сити 2002 и Турине 2006 годах. Бронзовый призёр чемпионата мира по шорт-треку. Окончил в 2000 году Университет Яманаси Гакуин (бакалавр).

## Ранние годы
Юсукэ Имаи родился в городке Усвда, район Минамисаку. Первым видом спорта, которым он занялся, был бейсбол, которым занимался до 5-го класса, однако когда играл в бейсбол, то понял, что не силен в командных видах спорта. Поэтому начал кататься на коньках в 3-м классе начальной школы и был членом бизнес-команды по шорт-треку со старших классов начальной школы. Его отец был против катания на коньках и вместо этого он часто водил Юсукэ кататься на лыжах. Горнолыжные курорты были рядом с его родным городом Саку.

## Карьера конькобежца
На втором году обучения в младших классах средней школы он выиграл 2-й национальный чемпионат младших классов средней школы на открытом воздухе. Юсукэ был выбран в национальную сборную по шорт-треку в 3-м классе средней школы. В 1994 году на юниорском чемпионате мира в Сеуле завоевал серебряную медаль на дистанции 1000 м, а также занял 2-е место в суперфинале на 1500 м и в общем зачёте многоборья занял 4-е место.
Он стал конькобежцем в 3-м классе старшей школы Сакучосей и победил в межшкольном чемпионате. В отборочных соревнованиях Asama 1995 года установил рекорд Японии на 1500 метров и занял 3-е место на дистанции 500 метров, а также выиграл национальный чемпионат среди школьников на дистанциях 500 и 1500 метров. В январе 1996 года на национальном чемпионате средней школы он установил новый рекорд 1’56,18 на 1500 метров и новый рекорд средней школы 1’14,98 на 1000 метров и выиграл второй чемпионат второй год подряд.
В феврале 1996 года на зимних Азиатских играх в Харбине он участвовал в качестве конькобежца на дистанциях 1000 и 1500 метров и на обеих дистанциях выиграл золотые медали. Поступив весной в университет Яманаси Гакуин в 1996 году, он нацелился на олимпиаду в Нагано. В 1997 году выиграл Всеяпонский чемпионат в спринте на 1000 метров.
На домашних Олимпийских играх в Нагано он занял 11-е место на дистанции 1000 м и 16-е место на 1500 м. В том же году он участвовал в беге на 1000 м на Кубке мира в Инсбруке и занял свое первое 6-е место.
В 1999 году Имаи выиграл в беге на 500 и 1000 метров соответственно на Всеяпонском чемпионате. После окончания университета в 2000 году он присоединился к команде «Мец».
В марте 2001 года на чемпионате мира на отдельных дистанциях в Солт-Лейк-Сити он установил новый рекорд Японии в 1’46,94 на 1500 м и финишировал 5-м, в беге на 1000 м стал 7-м. Позже установил рекорд Японию на Кубке мира в Калгари с результатом 1’45,49 в беге на 1500 м и стал на то время вторым в мире по времени. На Всеяпонском чемпионате в декабре того же года он занял 1-е место на дистанциях 500 и 1500 метров соответственно.
Непосредственно перед Олимпиадой 2002 года ему не повезло, потому что конькобежный клуб его компании было решено упразднить. Он основал компанию «Team Disporte», которой управлял сам, и изо всех сил пытался найти спонсора. Из-за нехватки средств он не мог кататься на соревнованиях, но постепенно он приобрёл спонсоров из пяти компаний, в том числе Nikon и конюшни Такасаго. В феврале 2002 года на Олимпийских играх в Солт-Лейк-Сити он стал 11-м в беге на 1000 м и только 34-м в беге на 1500 м.
В 2003 году на чемпионате мира на отдельных дистанциях в Берлине участвовал только в беге на 1000 м и занял 11-е место. В сезоне 2004/2005 на Кубке мира в Нагано занял 2-е место в беге на 1000 м и 7-е место в общем зачёте кубка. В марте 2005 года на чемпионате мира на отдельных дистанциях в Инцеле занял 9-е место на дистанции 1000 метров, а на Кубке мира в Турине поднялся на 2-е место в беге на 1000 метров.
На Олимпийских играх в Турине в беге на 1000 м занял 20-е место, а на 1500 м — 34-е место. Юсукэ Имаи завершил карьеру конькобежца по окончании Олимпийских игр в Турине. Он был членом национальной сборной Японии более 10 лет и добился больших успехов в качестве аса на средних дистанциях в японском конькобежном мире.

## Карьера велогонщика
Юсукэ переключился на велосипедные гонки и в августе 2006 года поступил в школу велоспорта Нихон Кейрин. Он закончил учебу 19 октября 2007 года, установив рекорд гонок, когда учился в школе. В качестве велогонщика был зарегистрирован в Ибараки. Первая велогонка дебютировала в Seibuen Keirin 9 января 2008 года, а первая победа была в Shizuoka Keirin 3 февраля 2008 года.
В августе 2008 года он одержал три победы подряд и был специально переведен в команду класса А 2, где показал подавляющую разницу в силе на гонке чемпионов новичков и был переведен в команду S класса 1, но не смог участвовать в специальной велогонке (GI). Он финишировал 7-м во 2-й генеральной гонке класса R / A на велосипедной трассе Уцуномия 5 августа 2015 года, а 13 августа регистрация велогонщика была аннулирована, когда он еще находился в 1-й группе класса А. Всего 629 гонок и 122 победы.
Юсукэ прокомментировал, что будет работать под руководством своего тестя, который является тренером по конькобежному спорту.
В 2014 году у него родился сын.